# 이민호 (1993년 8월)
이민호(李珉鎬, 1993년 8월 11일 ~ )는 전 KBO 리그 삼성 라이온즈의 투수이다.

## 아마추어 시절
부산고등학교 2학년 때인 2010년 화랑대기 전국고교야구대회에 출전해 결승전에서 북일고등학교를 상대로 1점차 완투승을 거둬 대회 최우수 선수상을 수상했다. 2012년 신인 드래프트에서 노성호와 함께 우선 지명을 받아 입단했다.

## NC 다이노스시절

### 2012년 시즌
기대주로 주목을 받았으나 2군에서 기량을 제대로 보여주지 못했고, 재활로 인해 자주 출장하지 못했다.

### 2013년 시즌
4월 2일 롯데 자이언츠와의 첫 1군 경기에서 데뷔 첫 등판했다. 이 경기에서 0.1이닝 무실점을 기록했다. 이후 컨디션 난조를 보인 김진성을 대신해 마무리로 보직을 변경했으나 경험 부족으로 이재학에게 마무리를 넘겼다. 하지만 이재학도 마무리에서 난조를 보이자 그가 마무리로 다시 돌아와 정착했다.
8월 1일 SK 와이번스와의 경기에서 팀의 첫 두 자릿수 세이브를 기록했다. 8월 8일 KIA 타이거즈와의 경기에서 데뷔 첫 승을 기록했다. 이 후 손민한에게 마무리를 넘겨줬고, 8월 22일 넥센 히어로즈와의 경기에서 선발로 나왔던 노성호가 0.1이닝만 소화하고 조기 강판당하자 롱릴리프로 등판해 5.1이닝을 소화했다.

### 2014년 시즌
시즌 초 노성호, 이태양이 선발 투수 경쟁에서 탈락하자 그가 선발 투수로 시즌을 시작했다. 4월 19일 삼성 라이온즈와의 경기에서 5.1이닝 3피안타, 6탈삼진, 1실점으로 데뷔 첫 선발 승을 거뒀다.
시즌 51경기에 등판해 88이닝 5점대 평균자책점, 7승 2패, 2세이브, 8홀드를 기록했다.

#### 2014년 준플레이오프
4경기 모두 등판해 2이닝 5피안타, 4볼넷, 2사구, 5실점을 기록했다.
| 평균자책점 | 경기 | 승 | 패 | 세이브 | 홀드 | 완투 | 완봉 | 이닝 | 피안타 | 피홈런 | 볼넷 | 사구 | 삼진 | 실점 | 자책점 |
| ---------- | ---- | -- | -- | ------ | ---- | ---- | ---- | ---- | ------ | ------ | ---- | ---- | ---- | ---- | ------ |
| 22.50      | 4    | 0  | 0  | 0      | 1    | 0    | 0    | 2    | 5      | 0      | 4    | 2    | 2    | 5    | 5      |

### 2015년 시즌
6월 6일 삼성 라이온즈와의 경기에서 선발 등판하며 2014년 5월 31일 KIA 타이거즈전 이후 371일 만에 선발 등판했다. 경기에서 5이닝 4피안타, 1피홈런, 4탈삼진, 1실점으로 선발 승을 기록했고 이는 2014년 4월 19일 삼성 라이온즈와의 경기 이후 413일 만의 선발 승이었다.
전반기 41경기에 등판해 55.1이닝 3승 2패, 10홀드, 평균자책점 4.39, 23볼넷, 61탈삼진을 기록했다.
8월 11일 넥센 히어로즈와의 경기에서 선발 등판해 5이닝 8피안타, 7실점(6자책)으로 부진했으나 타선의 도움으로 승리 투수가 됐다. 8월 30일 롯데 자이언츠와의 경기에서 구원 등판해 역대 48번째 3년 연속 50경기 출장을 기록했다. 이 경기에서 5.1이닝 2피안타, 1볼넷, 9탈삼진, 무실점으로 시즌 6승을 기록했다. 9탈삼진은 그의 개인 한 경기 최다 탈삼진 기록이었다.

#### 2015년 플레이오프
4경기에 등판해 7이닝 2피안타, 1볼넷, 1사구, 1실점을 기록했다.

## 삼성 라이온즈시절
2023년 12월에 입단하였다.

## 수상
- 2010년 제 62회 화랑대기 전국 고교 야구 선수권 대회 최우수 선수

## 논란
- 2016년 시즌 도중 그와 결혼한 아내에게 폭행을 일삼고 외도를 했다는 논란이 제기됐다. 그의 부인의 SNS 계정에 가정사에 관련된 글과 사진이 게시되며 사실로 밝혀졌고, 그에게 비난이 쏟아졌다. 구단은 자체적으로 벌금 1000만원, 사회 봉사 50시간의 징계를 내렸다.

## 주요 기록
| 기록                 | 날짜            | 소속팀 | 상대팀 | 구장 | 기타        |
| -------------------- | --------------- | ------ | ------ | ---- | ----------- |
| 3년 연속 50경기 출장 | 2015년 8월 30일 | NC     | 롯데   | 사직 | 역대 48번째 |

## 출신 학교
- 부산 수영초등학교
- 부산중학교
- 부산고등학교

## 통산 기록
| 연도 | 팀명  | 평균자책점 | 경기 | 완투 | 완봉 | 승 | 패 | 세 | 홀 | 승률  | 타자 | 이닝  | 피안타 | 피홈런 | 볼넷 | 사구 | 탈삼진 | 실점 | 자책점 |
| ---- | ----- | ---------- | ---- | ---- | ---- | -- | -- | -- | -- | ----- | ---- | ----- | ------ | ------ | ---- | ---- | ------ | ---- | ------ |
| 2013 | NC    | 4.21       | 56   | 0    | 0    | 1  | 3  | 10 | 1  | 0.250 | 294  | 66.1  | 59     | 6      | 34   | 8    | 60     | 31   | 31     |
| 2014 | NC    | 5.01       | 51   | 0    | 0    | 7  | 2  | 2  | 8  | 0.778 | 398  | 88    | 93     | 19     | 38   | 8    | 73     | 53   | 49     |
| 2015 | NC    | 5.06       | 64   | 0    | 0    | 6  | 5  | 0  | 10 | 0.545 | 436  | 96    | 103    | 15     | 41   | 6    | 103    | 62   | 54     |
| 2016 | NC    | 5.51       | 45   | 0    | 0    | 9  | 9  | 2  | 3  | 0.500 | 603  | 130.2 | 159    | 18     | 55   | 6    | 102    | 90   | 80     |
| 2017 | NC    | 4.06       | 60   | 0    | 0    | 5  | 1  | 3  | 6  | 0.833 | 388  | 88.2  | 88     | 10     | 30   | 8    | 86     | 46   | 40     |
| 2018 | NC    | 4.68       | 50   | 0    | 0    | 5  | 4  | 14 | 0  | 0.556 | 224  | 50    | 52     | 8      | 19   | 3    | 42     | 34   | 26     |
| 2019 | NC    | 6.52       | 11   | 0    | 0    | 0  | 0  | 0  | 0  | -     | 54   | 9.2   | 14     | 0      | 9    | 1    | 4      | 7    | 7      |
| 통산 | 7시즌 | 4.88       | 337  | 0    | 0    | 33 | 24 | 31 | 28 | 0.579 | 2397 | 529.1 | 568    | 76     | 226  | 40   | 470    | 323  | 287    |